# حمید گرمابی
حمید گرمابی (زاده ۱۳۴۰ در نیشابور) نماینده مردم نیشابور و فیروزه در دورهٔ دهم مجلس شورای اسلامی و عضو کمیسیون صنایع ومعادن آن بود.
وی دارای دکترای مهندسی شیمی با گرایش پلیمر از دانشگاه مک‌گیل کشور کانادا است. وی دوره کارشناسی و کارشناسی ارشد خود را به ترتیب در دانشگاه صنعتی شریف و دانشگاه امیرکبیر گذرانده‌است. او قبل از ورود به مجلس ریاست دانشکده مهندسی پلیمر و رنگ دانشگاه امیرکبیر را برعهده داشت.

## نماینده نیشابور در مجلس دهم
حمید گرمابی که در انتخابات مجلس دهم در فهرست امید قرار داشت و حمایت حسین انصاری راد دیگر نماینده با سابقه اصلاح‌طلب نیشابور را با خود به همراه، توانست با کسب ۷۵٬۶۸۶ رأی از مجموع ۲۳۸٬۷۱۱ رای مردم نیشابور و فیروزه به دوره دهم مجلس شورای اسلامی راه یابد. به گزارش شرق وی پس از راهیابی به مجلس، وارد کمیسیون صنایع و معادن مجلس شورای اسلامی شد.

## انصراف از مجلس یازدهم
حمید گرمابی با وجود تأیید صلاحیت با اعلام بیانه‌ای در وبسایتش انصراف خود از شرکت در انتخابات مجلس شورای اسلامی (۱۳۹۹–۱۳۹۸) را اعلام کرد.